# 新锡德勒湖畔奥高
新锡德勒湖畔奥高是奥地利布尔根兰州艾森斯塔特城郊县的一个市镇。总面积52.19平方公里，总人口1,811人，人口密度34.7人/平方公里（2001年）。